# Minskin
El Minskin es una raza de gato derivada del cruce del Munchkin con el Sphynx. Dado que es el cruce con las mismas razas, a veces se confunde con un gato Bambino. Se sienta cerca del suelo debido a sus patas cortas, y tiene un cuerpo pequeño a mediano, con orejas grandes, nariz afilada, un pelaje muy escaso y ojos grandes y redondos. Tiene un pelaje aterciopelado y suave que se puede ver en puntos o extremidades, como la cara, las orejas, la cola y las piernas.

## Historia
En 1998, Paul Richard McSorley comenzó el desarrollo de la raza de gato Minskin en Boston, Massachusetts. Así como el siamés tiene el color restringido a las puntas/extremidades, Paul McSorley imaginó un gato con patas cortas y pelaje más denso restringido a los puntos (puntos de pelaje) en la máscara, orejas, piernas y cola, con un torso notablemente más escasamente recubierto, cuello y vientre. 
Para lograr su objetivo, cruzó sus gatos Munchkin de exhibición ya establecidos con patas cortas (las patas cortas son una anomalía física natural, un gen dominante saludable) con un pelaje repleto. Luego introdujo y combinó Sphynx "difuso" para la característica sin pelo (la falta de pelo es una anomalía cosmética que es un gen recesivo saludable y natural) pero con un pelaje más denso restringido a las extremidades, lo que hace que el sistema inmunológico sea más saludable. Cuando se combinan, los dos genes de mutación saludables no se reconocen entre sí y, por lo tanto, no causan ningún impacto perjudicial. Para el atractivo de la estructura, el temperamento, el tipo y otras cualidades deseadas, también utilizó sus galardonados gatos birmanos y Devon Rex en el desarrollo de su programa de cría Minskin. El primer gato estándar que cumplió su objetivo fue "TRT I Am Minskin Hear Me Roar" 'Rory' nació en julio de 2000. 
A principios de 2005, existían unos 50 gatos alcanzaron los parámetros del Minskin y estaban registrados por la Asociación internacional de gatos (TICA). En 2008, el Minskin fue reconocido como una Nueva Raza Preliminar (PNB) y actualmente se encuentra en el programa de TICA que monitorea el desarrollo de nuevas razas y su progreso hacia el logro del título de Nueva Raza Avanzada (ANB). Finalmente, cuando se cumplan todos los requisitos y con la aprobación del BOD, la raza Minskin avanzará en TICA con pleno reconocimiento en la clase de Campeonato. 